# Олешківські піски (монета)
«Оле́шківські піски́» — ювілейна монета номіналом 2 гривні, випущена Національним банком України, присвячена унікальному природному об'єкту, одному з найбільших піщаних масивів Європи, завдовжки майже 150 км, завширшки близько 30 км, — Олешківським піскам (Херсонська область). Цей піщаний масив зі збереженими рідкісними рослинними та тваринними угрупованнями з раритетними, ендемічними та реліктовими видами у 2010 році оголошено Національним природним парком.
Монету введено в обіг 23 вересня 2015 року. Вона належить до серії «Інші монети».

## Опис монети та характеристики
| Номінал грн. | Метал      | Маса, г | Діаметр, мм | Якість виготовлення       | Гурт     | Тираж, штук |
| ------------ | ---------- | ------- | ----------- | ------------------------- | -------- | ----------- |
| 2            | нейзильбер | 12,8    | 31,0        | спеціальний анциркулейтед | рифлений | 35 000      |

### Аверс
На аверсі монети на матовому тлі пустельного пейзажу зі слідами людини (ліворуч) розміщено: угорі — малий Державний Герб України, під яким напис «УКРАЇНА»; праворуч рік карбування — «2015»; унизу номінал — «2»/«ГРИВНІ» та логотип Монетного двору Національного банку України.

### Реверс
На реверсі монети на матовому тлі пустельного пейзажу зображено ящірку, угорі півколом — напис «ОЛЕШКІВСЬКІ ПІСКИ».

Частину монет із загального тиражу було випущено у буклетах
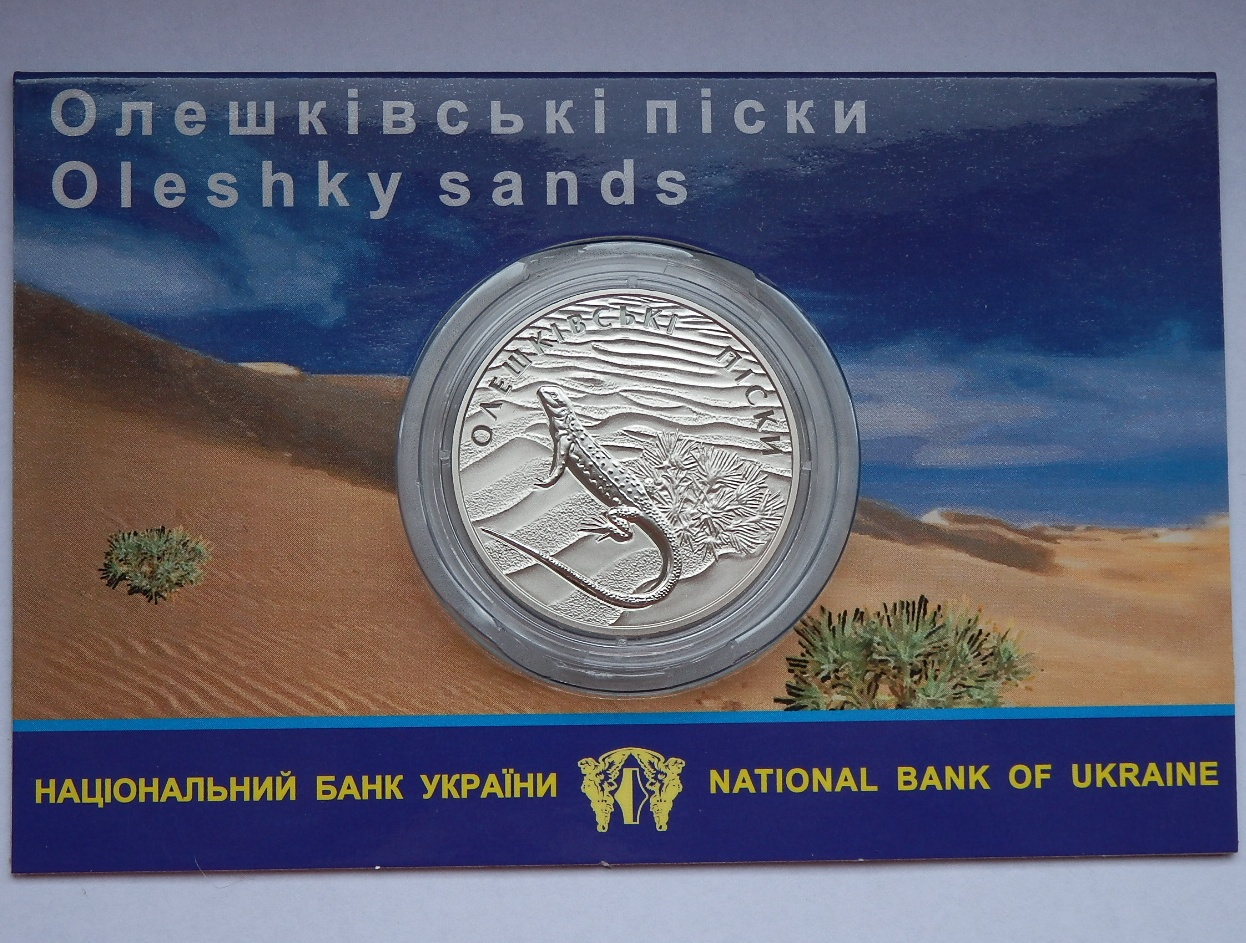
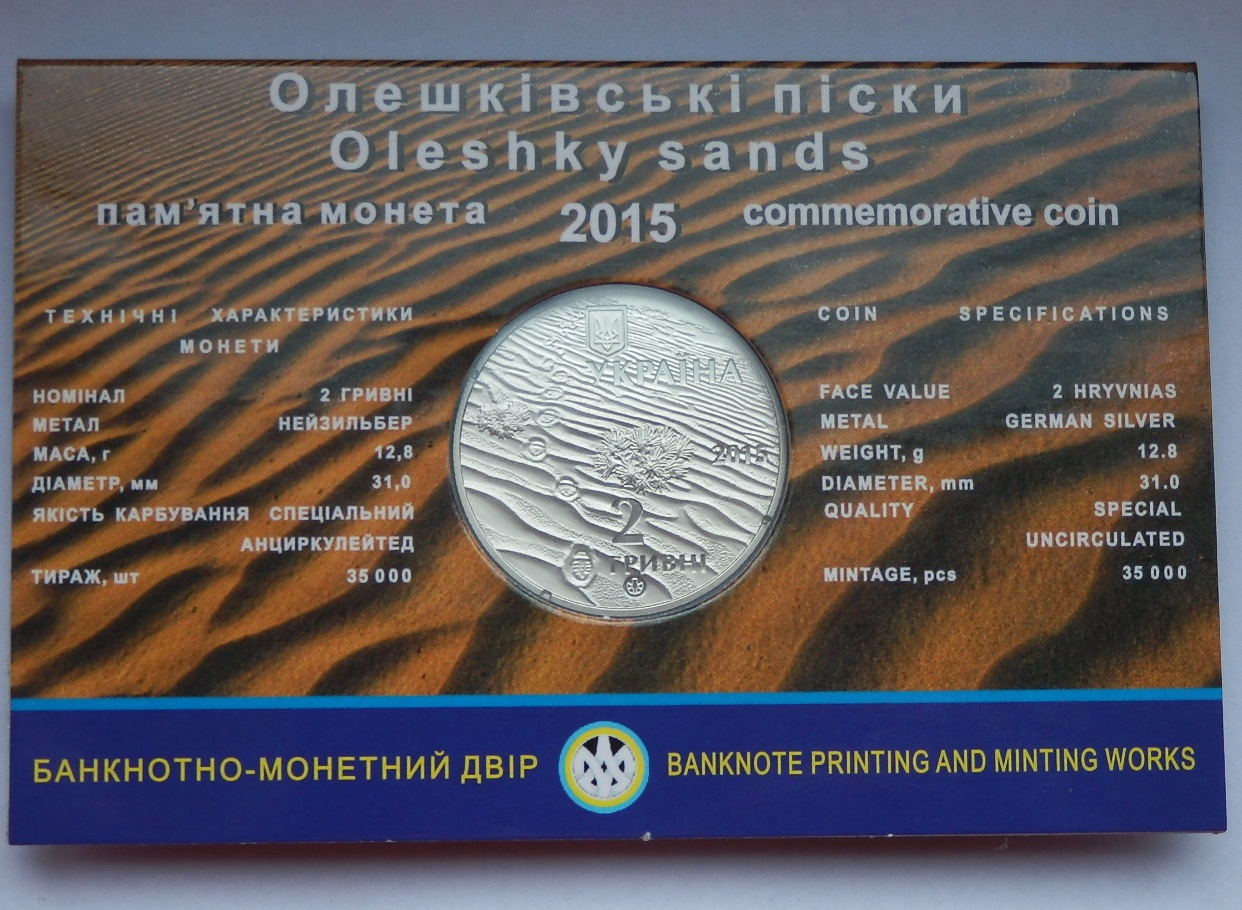

## Автори

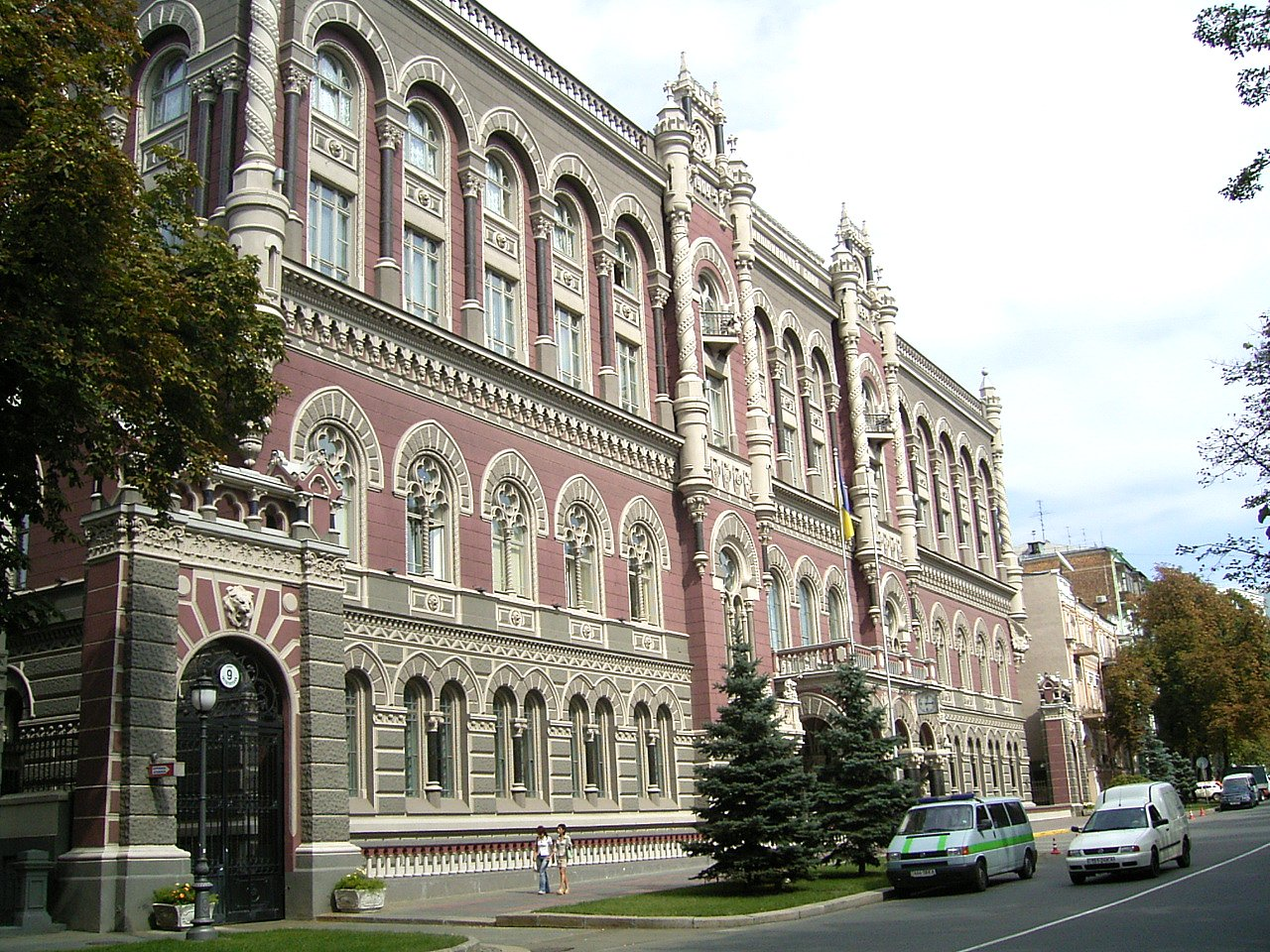
Будівля Національного банку України

- Художник — Святослав Іваненко.
- Скульптор — Святослав Іваненко.

## Вартість монети
Під час введення монети до обігу в 2015 році, Національний банк України реалізовував монету через свої філії за ціною 22 гривні.
Фактична приблизна вартість монети, з роками змінювалася так:
| Рік        | 2016 | 2017 | 2018 | 2019 | 2020 | 2021 | 2022 | 2023 | 2024 | 2025 |
| ---------- | ---- | ---- | ---- | ---- | ---- | ---- | ---- | ---- | ---- | ---- |
| Ціна, грн. | 50   | 60   | 65   | 75   | 80   | 120  | 310  | 360  | 420  | 420  |